# حیوانات وحشی (فیلم ۱۹۹۷)
حیوانات وحشی (کره‌ای: 야생동물 보호구역) فیلمی به نویسندگی و کارگردانی کیم کی-دوک محصول سال ۱۹۹۷ کره جنوبی است.